# إيمي بارجر
إيمي بارجر (بالإنجليزية: Amy Barger)‏ هي عالمة فلك أمريكية، ولدت في 18 يناير 1971.